# VAL 208
VAL 208は、VALシリーズの1つで、マトラおよびシーメンス・モビリティによって開発された、自動運転式の自動案内軌条式旅客輸送システムである。車両はオーストリア・ウィーンを拠点とするimmering-Graz-Pauker AG/シーメンスSGPで製造されている。
2000年より複数の鉄道事業者で採用されている。
名称にある208という数字は、車両の幅が208cmであることに由来する。
VAL206の後継車で、VAL206と共通運用することが可能。通常は自動運転が行われるが、必要に応じて運転士が手動で運転できるようになっている。

## 概要
自動運転のため、遅延が少ないほか、列車密度を高くできる。一方、当列車は基本的に2両編成であるため、利用者が少ない地域や中規模都市に適している。

### 車内
車両は狭いものの、窓が大型であるため開放感ある車内とした。ヨーロッパの気候に合わせて基本は非冷房だが、韓国の議政府軽電鉄の車両のみ冷房装置が搭載されている。
部材の多くにプラスチックが多用されているが、ドアやスタンションポールはステンレス製。

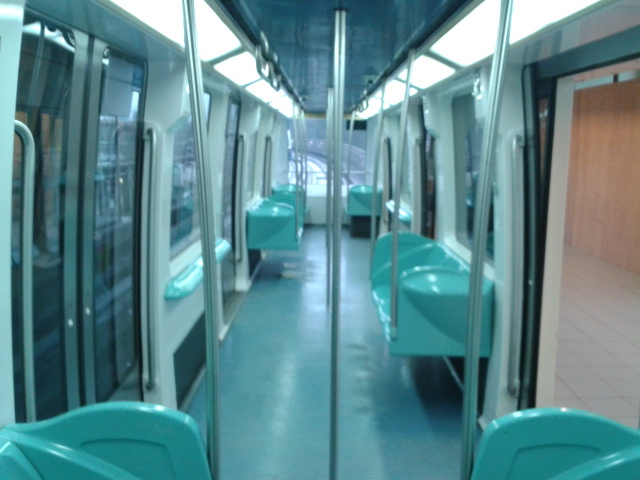
リールメトロにて

車内の色調は鉄道事業者により様々。

### 走行機器
制御方式はVVVFインバータ制御を採用せず、従来と同様のチョッパ制御方式とした。ただし、IGBT素子を用いているため、甲高い音となっている。
主電動機はアルストム製の無整流子電動機(ブラシレスDCモーター)を採用した。主電動機は自己通風式で、台車装荷である。各車輪の内部に搭載され、主電動機からの動力はカルダンジョイントと遊星歯車機構を介して伝達される。

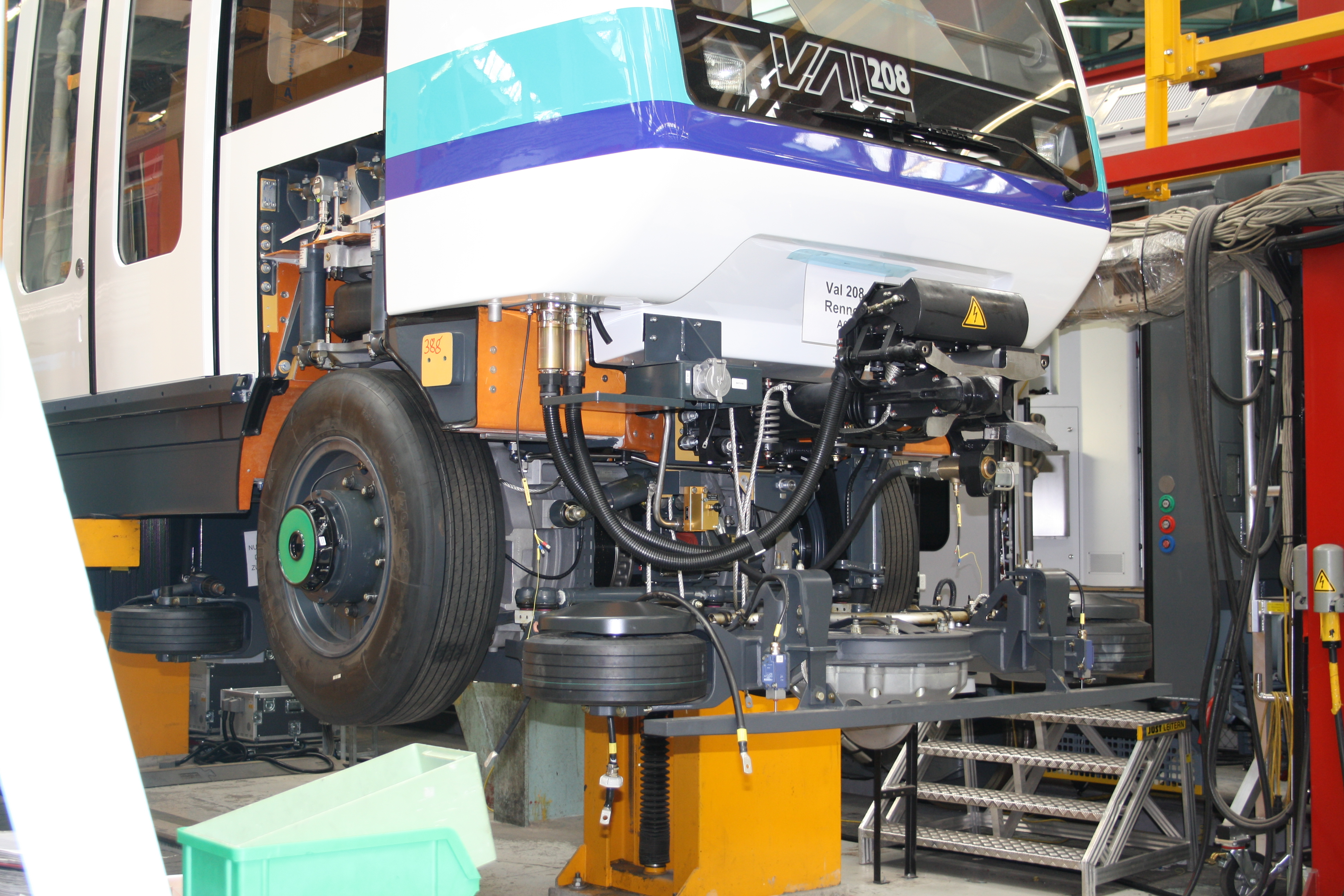
台車の様子

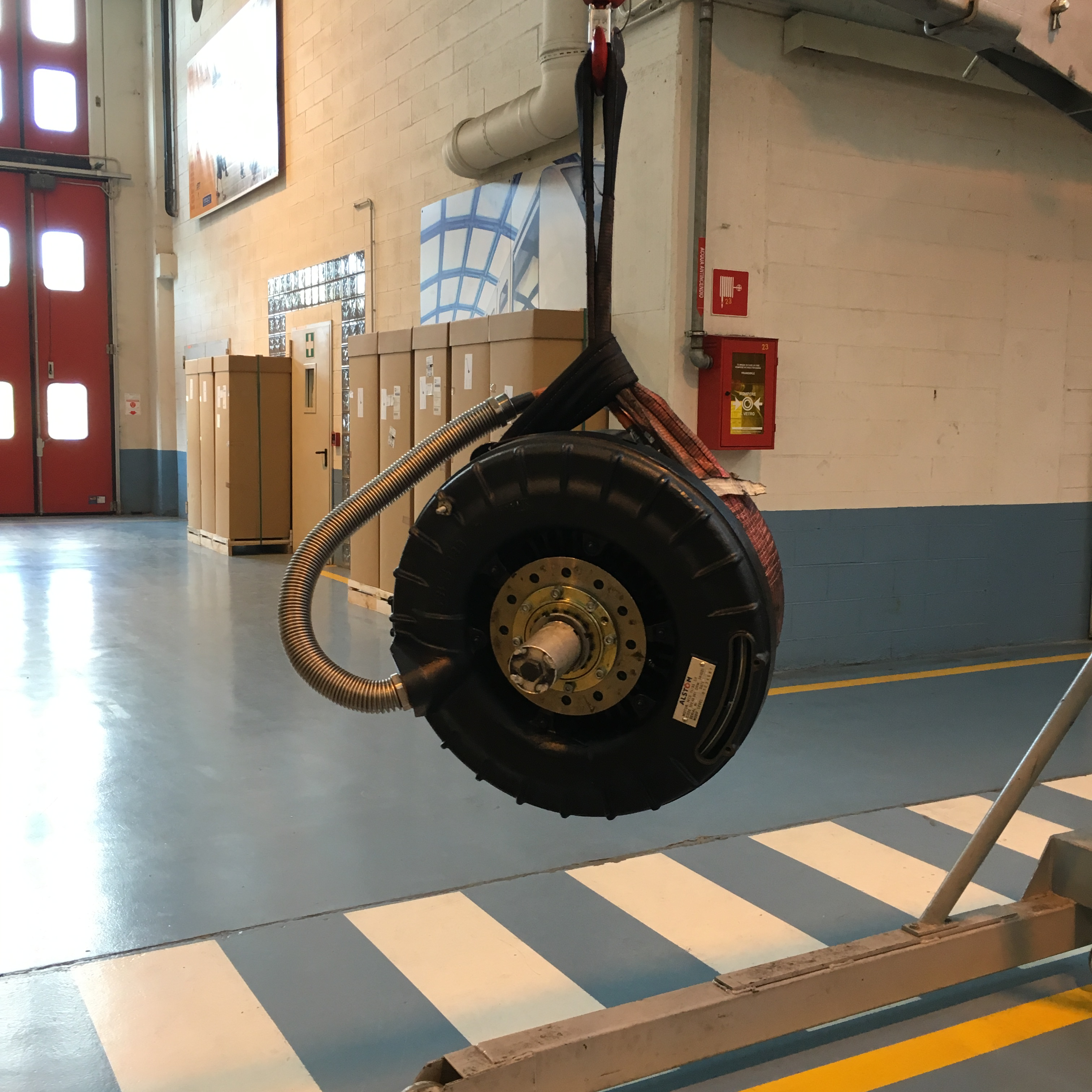
主電動機

## VAL208NG
2006年にマイナーチェンジ車であるVAL208NGが登場した。具体的な変更点は以下の通り。
- VAL208ロゴの廃止
- 客用扉の敷居にあったマトラ社ロゴの廃止
- 主電動機仕様の見直しによる騒音の削減
- 客用扉の構造の変更
- 軽量化

VAL208は頻繁にマイナーチェンジが行われている。

## 導入都市
順不同
| 国       | 都市                            | 鉄道事業者         | 車種                      | 備考         |
| -------- | ------------------------------- | ------------------ | ------------------------- | ------------ |
| フランス | パリ (シャルル・ド・ゴール空港) | CDGVAL             | VAL208NG VAL208NG2        |              |
| フランス | リール                          | リールメトロ       | VAL208                    |              |
| フランス | レンヌ                          | レンヌ地下鉄       | VAL208 VAL208NG VAL208NG2 |              |
| フランス | トゥールーズ                    | トゥールーズ地下鉄 | VAL208 VAL208NG VAL208NG2 |              |
| イタリア | トリノ                          | トリノ地下鉄       | VAL208 VAL208NG           |              |
| 韓国     | 議政府                          | 議政府軽電鉄       | VAL208NG                  | 唯一の冷房車 |